# بوتش وير
رودولف "بوتش" تي وير الثالث (بالإنجليزية: Rudolph "Butch" T. Ware III)، من مواليد 1974م. هو أستاذ مشارك أمريكي، وفنان هيب هوب، والمرشح لمنصب نائب الرئيس لعام 2024 عن حزب الخضر الأمريكي. وهو نصف ثنائي الهيب هوب Slum Prophecy.

## تعليم
حصل وير على شهادته الجامعية من جامعة مينيسوتا في عام 1997. حصل على درجة الدكتوراه في التاريخ في عام 2004 من جامعة بنسلفانيا.

## حياة مهنية
مؤرخ لغرب أفريقيا في جامعة كاليفورنيا، سانتا باربرا، بدأ أولاً بالتدريس في جامعة نورث وسترن، ثم في جامعة ميشيغان.
وير أيضًا نصف ثنائي فرقة الهيب هوب Slum Prophecy. قبل أقل من أسبوعين من بدء ترشحه لمنصب نائب الرئيس، أصدرت فرقة Slum Prophecy ألبومًا بعنوان "Aqsa Flood".
في أغسطس، تم اختياره من قبل جيل شتاين كمرشح لمنصب نائب الرئيس للحزب الأخضر في الانتخابات الرئاسية الأمريكية لعام 2024. 

## المواقف السياسية

### حرب فلسطين 2023
شبه وير عملية طوفان الأقصى في عام 2023 بفيلم Rebellion لـ «نات تيرنر» الثائر ضد العبودية ، حيث يرى حماس كجماعة مقاومة ضد الاحتلال الإسرائيلي غير القانوني. في 11 أكتوبر، غرد على تويتر معبرًا عن دعمه للمقاومة ، حيث كتب: "... ليس للشعوب المضطهدة الحق في مقاومة الاحتلال، ولكنها مسؤولية للمقاومة".
مُستوحى من التقاليد الراديكالية السوداء ، يعتبر وير مناهضًا للصهيونية وقد شبه الصهيونية بالتفوق الأبيض.

## منشورات مختارة
- Ware، Rudolph T.؛ Wright، Zachary Valentine؛ Syed، Amir (2018). Jihad of the Pen: The Sufi Literature of West Africa. American University in Cairo Press. ISBN:978-977-416-863-5.
- Ware، Rudolph T. (2014). The Walking Qurʼan: Islamic Education, Embodied Knowledge, and History in West Africa. University of North Carolina Press. ISBN:978-1-4696-1431-1. قالب:Project MUSE.